# Сория (провинция)
Сория (на испански: Soria) е провинция в Централна Испания, в източната част на автономната област Кастилия и Леон. По-голямата част от провинцията е в планинския район на Иберийските планини.

## Население
Граничи с провинциите Ла Риоха, Сарагоса, Гуадалахара, Сеговия и Бургос. Сория е най-слабо населената от всички испански провинции, с гъстота от около 9 жители/km 2 – една от най-ниските в Европейския съюз. Средната гъстота на населението на провинциите в Испания и Европейския съюз е съответно 83,6 и 116 жители на квадратен километър. За сравнение, провинция Сория е по-малко населена от някои северни части на скандинавските страни .
Населението на провинцията е 91 487 души (2002 г.), от които близо 40% живеят в столицата Сория. 26,7% от населението е на възраст над 65 години, докато средното за страната е 16,9%. В Сория има 183 общини, от които почти половината са селца с население под 100 души и само 12 имат повече от 1000 души. Катедралният град на провинцията е Ел Бурго де Осма.

## Икономика
Най-важните земеделски продукти, отглеждани в провинцията, са зърнените култури. През 50-те години на ХХ век е имало общо 70 000 хектара обработваема земя, но прекомерната разпокъсаност и липсата на механизация са довели до много ниска производителност. През 1960 г., докато селскостопанският сектор представлява 69% от работниците в провинцията, 70% от фермите се използват изключително за отглеждане на животни. В момента в провинцията има около 100 000 хектара земя, предназначени за отглеждане на пшеница, и други 100 000 хектара за отглеждане на ечемик.
Местните горски ресурси също се експлоатират за дървен материал, смола и събиране на гъби. Мраморните кариери се намират в Еспехон, докато Сиера де Торанзо и Олвега имат железни мини. В Боробия се експлоатират и източници на магнетит. Столицата Сория е важна туристическа дестинация. Докато селскостопанският сектор има много голям принос към БВП на провинцията, индустриалният сектор представлява малка част, малко над 20% от БВП.
В провинцията също така има важна хранително-вкусова, дървообработваща, мебелна промишленост и спомагателни автомобилни компоненти.

## Административни единици
Сория има 183 общини, разделени на 10 комарки.

## Герб
Гербът на провинцията носи мотото Soria pura, cabeza de estremadura, което означава „Сория чистата, глава на граничната земя“, тъй като преди векове Сория е била на разширяващите се граници между северните християнски кралства и териториите, държани от мюсюлманите.